# Toyota Yaris (XP10)
Der Toyota Yaris (XP10) ist ein Kleinwagen des japanischen Automobilherstellers Toyota und die erste Generation der Yaris-Baureihe. In Japan wurde der Wagen als Toyota Vitz vertrieben, mit Stufenheck als Toyota Platz. Außerdem war auf Basis dieser Generation zwischen 1999 und 2005 der Minivan Yaris Verso erhältlich.

## Modellbeschreibung
Der Yaris der ersten Generation ist der Nachfolger des Toyota Starlet und des Schrägheckmodells des Toyota Tercel. Es standen Ottomotoren mit 1,0 und 1,3 l und der variablen Ventilsteuerung VVT-i sowie ein 1,4-l-(D4-D)-Common-Rail-Turbo-Dieselmotor (55 kW) zur Wahl, bis auf den Dieselmotor sind alle Motoren mit zwei obenliegenden Nockenwellen (DOHC) und Vierventiltechnik ausgestattet. Außerdem wurde in einigen europäischen Ländern eine Sportversion namens Yaris TS mit einem 1,5-l-VVT-i-Saugmotor und 105 PS angeboten. In der Schweiz erschien eine limitierte Sonderauflage mit einem 1,5-Liter-Turbomotor mit 110 kW (150 PS) mit dem Namen Yaris TS Turbo. Der Toyota-Haustuner TTE bietet außerdem einen Kompressor-Kit an, der den 1,5-Liter-Motor auf 140 PS bringt. Entworfen wurde der Yaris von Sotiris Kovos.
Das Armaturenbrett ist nicht vor dem Fahrersitz, sondern zur Mitte versetzt angeordnet. Im dort angebrachten Kombinationsinstrument werden die Instrumente und Kontrollleuchten durch eine Fluoreszenzanzeige dargestellt. Der Yaris TS sowie der TS Turbo jedoch haben im Gegensatz zu den anderen Modellen keine Fluoreszenzanzeige, sondern wieder konventionelle Instrumente, allerdings ebenfalls in zentraler Position.
Das Fahrwerk hat vorn MacPherson-Federbeine in Verbindung mit einer Einzelradaufhängung, hinten eine Starrachse.
Die erste Generation war in Europa ab Frühjahr 1999 erhältlich, in den USA und in Kanada kam das Stufenheckmodell und Coupé als Toyota Echo im Sommer 1999 auf den Markt. Während 2000 in den USA 48.876 Exemplare verkauft wurden, waren es im Jahr 2001 42.464, im Jahr 2002 30.859 und im Jahr 2003 nur noch 26.167. Somit gilt das Auto dort als nicht besonders erfolgreich – im Gegensatz zu Deutschland, wo es sich um Toyotas meistverkauftes Modell handelt. In der Volksrepublik China wurde der Yaris P1 ab 2002 unter dem Namen Xiali Vizi angeboten.
Im Frühjahr 2003 erhielten Yaris sowie Yaris Verso ein Facelift.

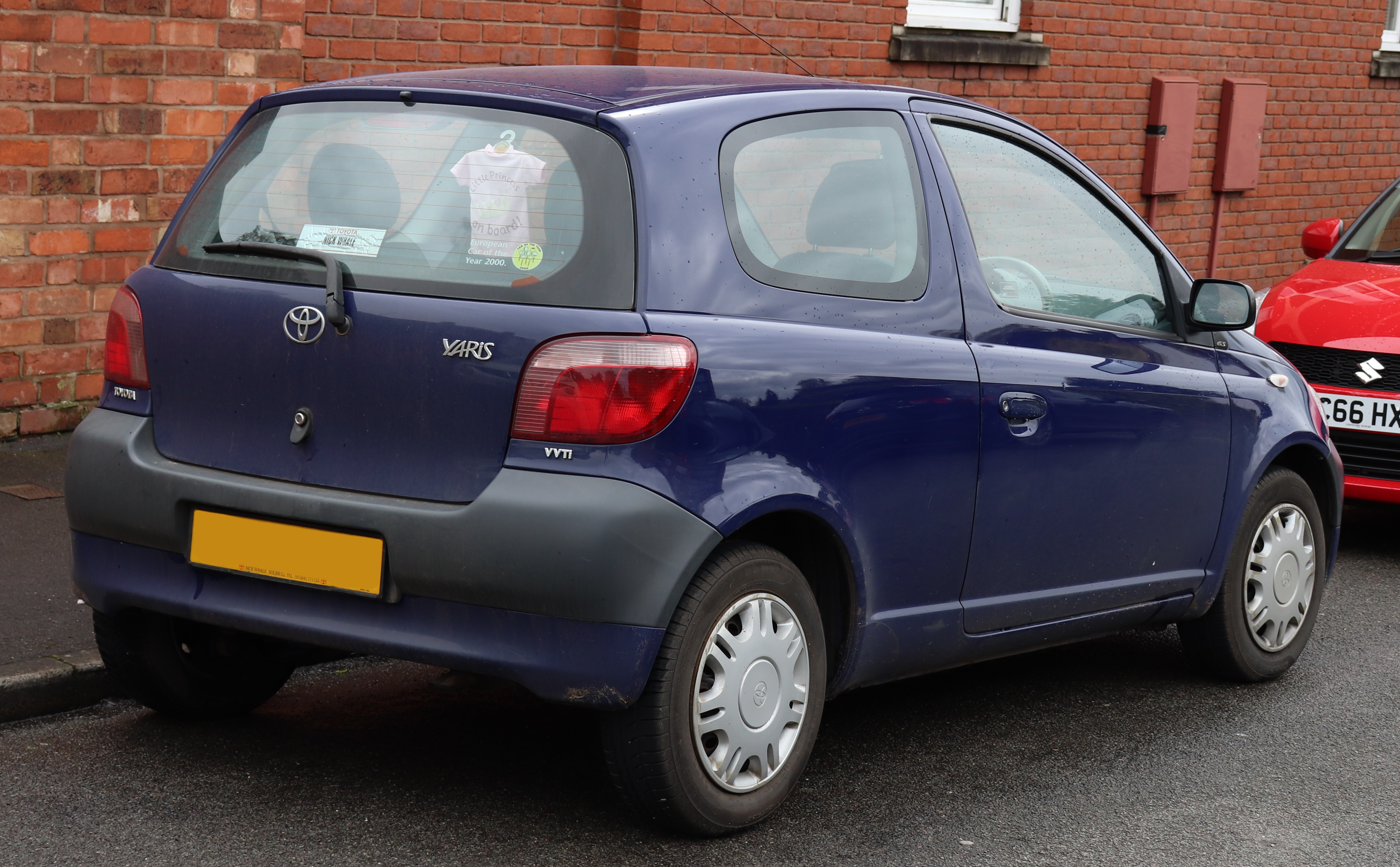
Heckansicht
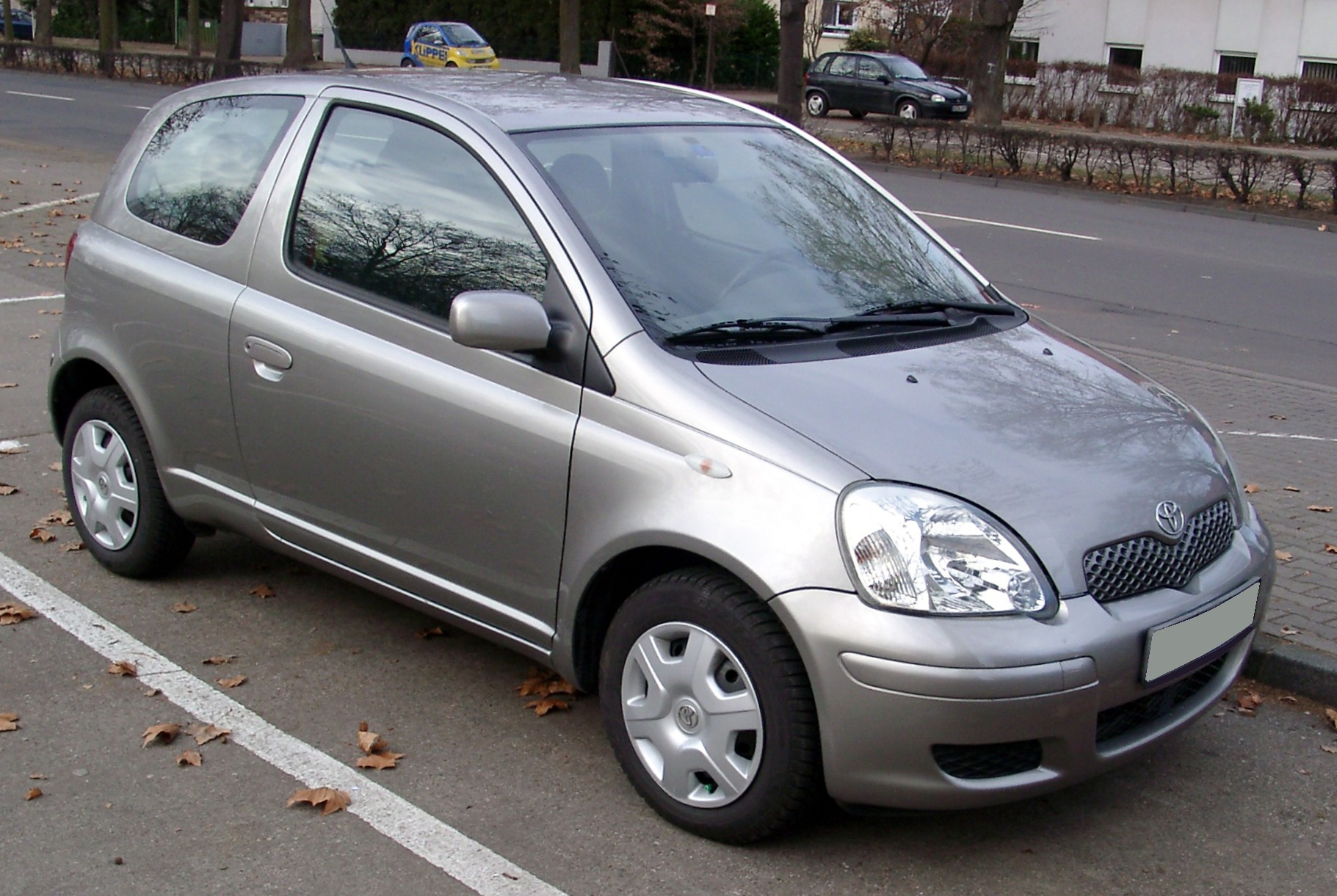
Toyota Yaris Dreitürer (2003–2006)
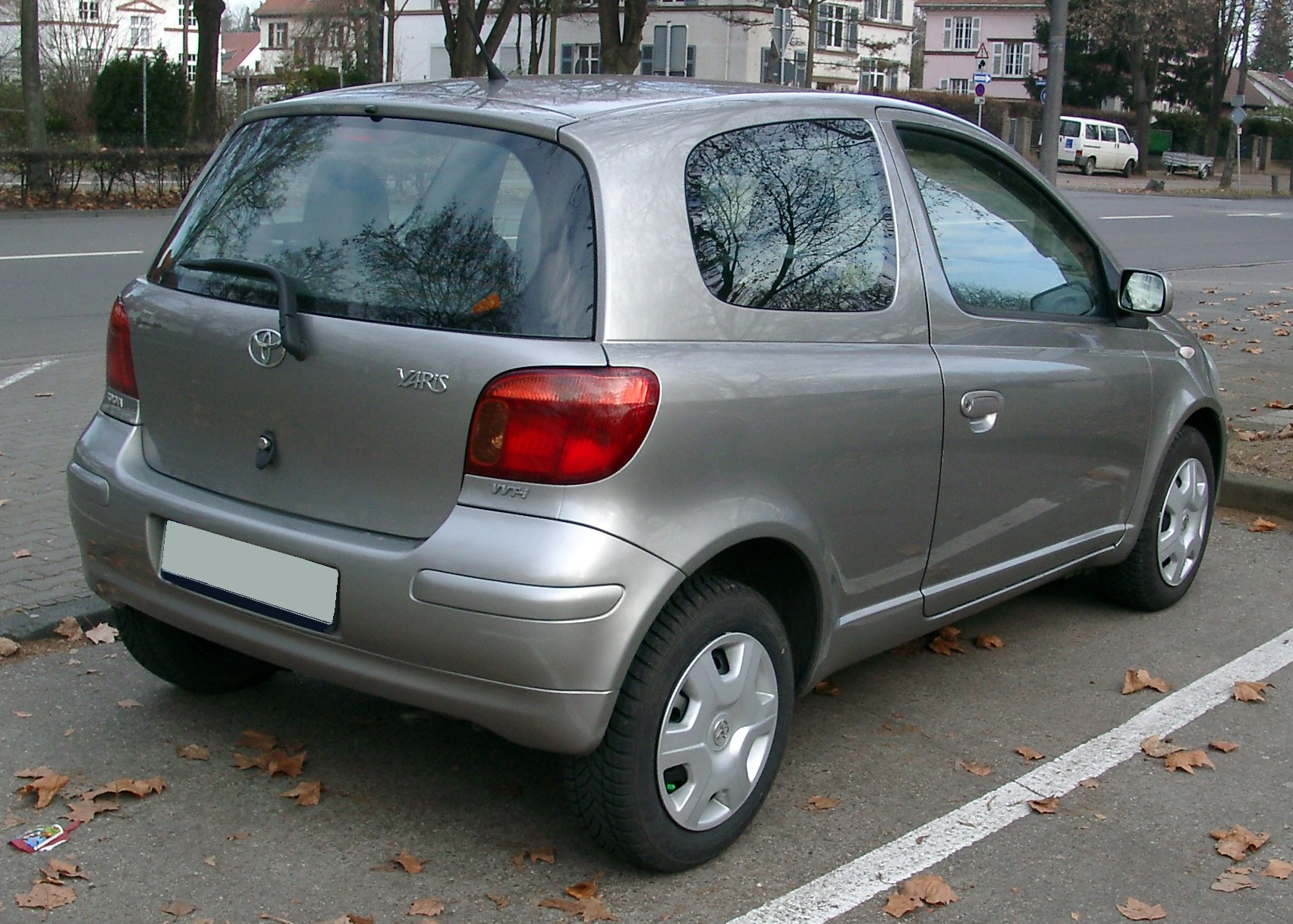
Heckansicht
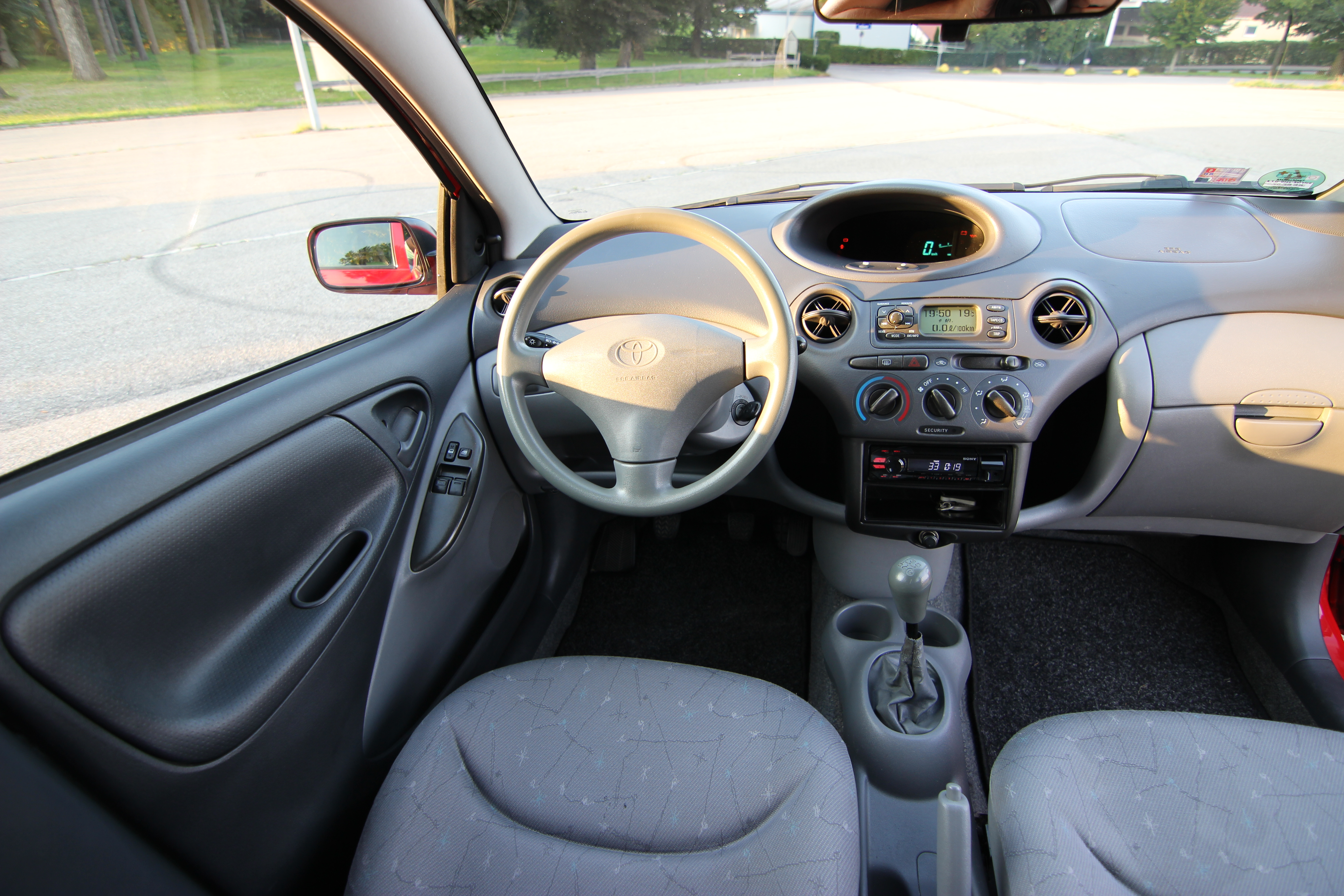
Armaturenbrett mit zur Mitte versetztem Kombinationsinstrument (1998–2006)
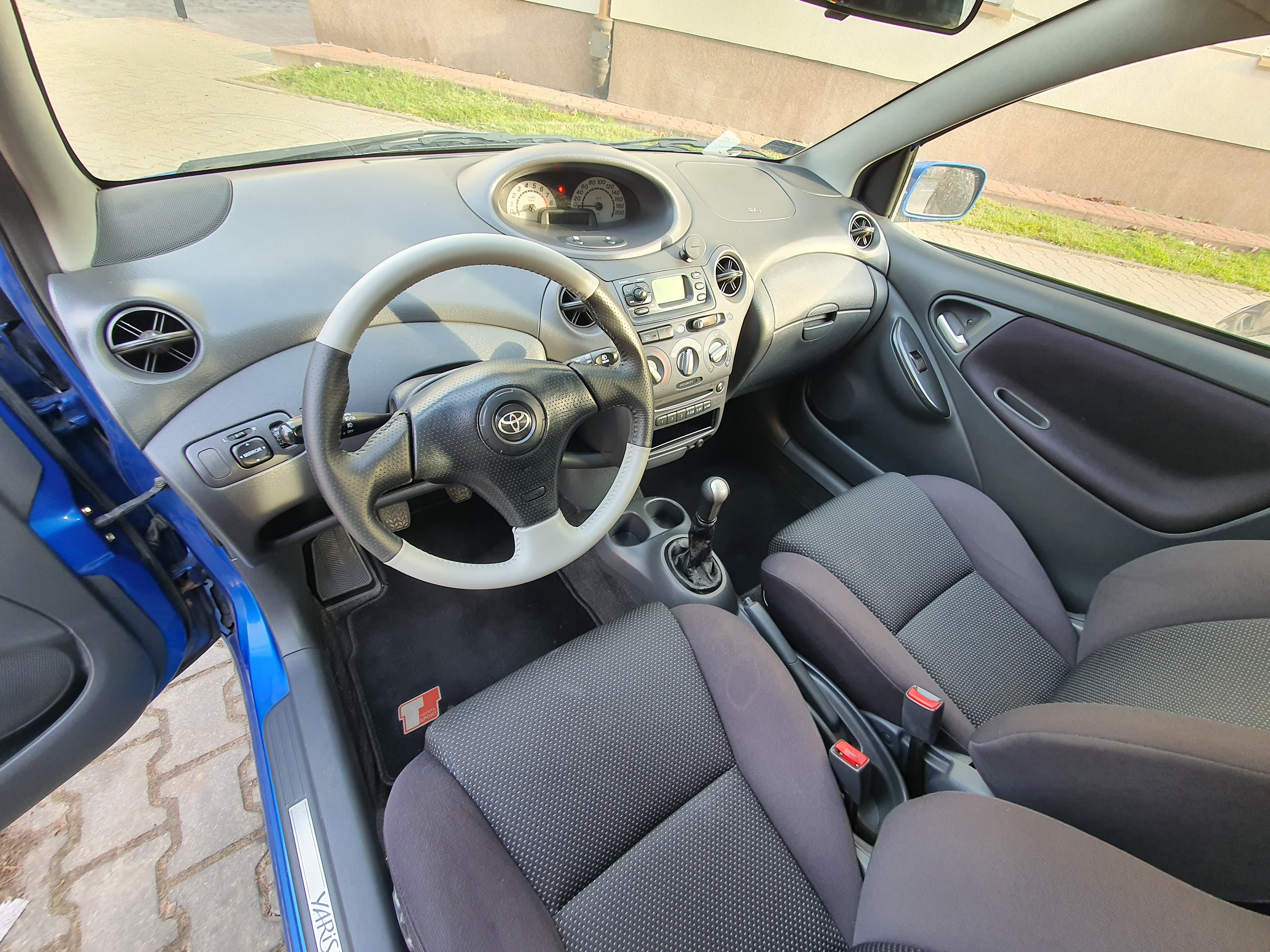
Toyota Yaris I T-sport Armaturenbrett (2001)
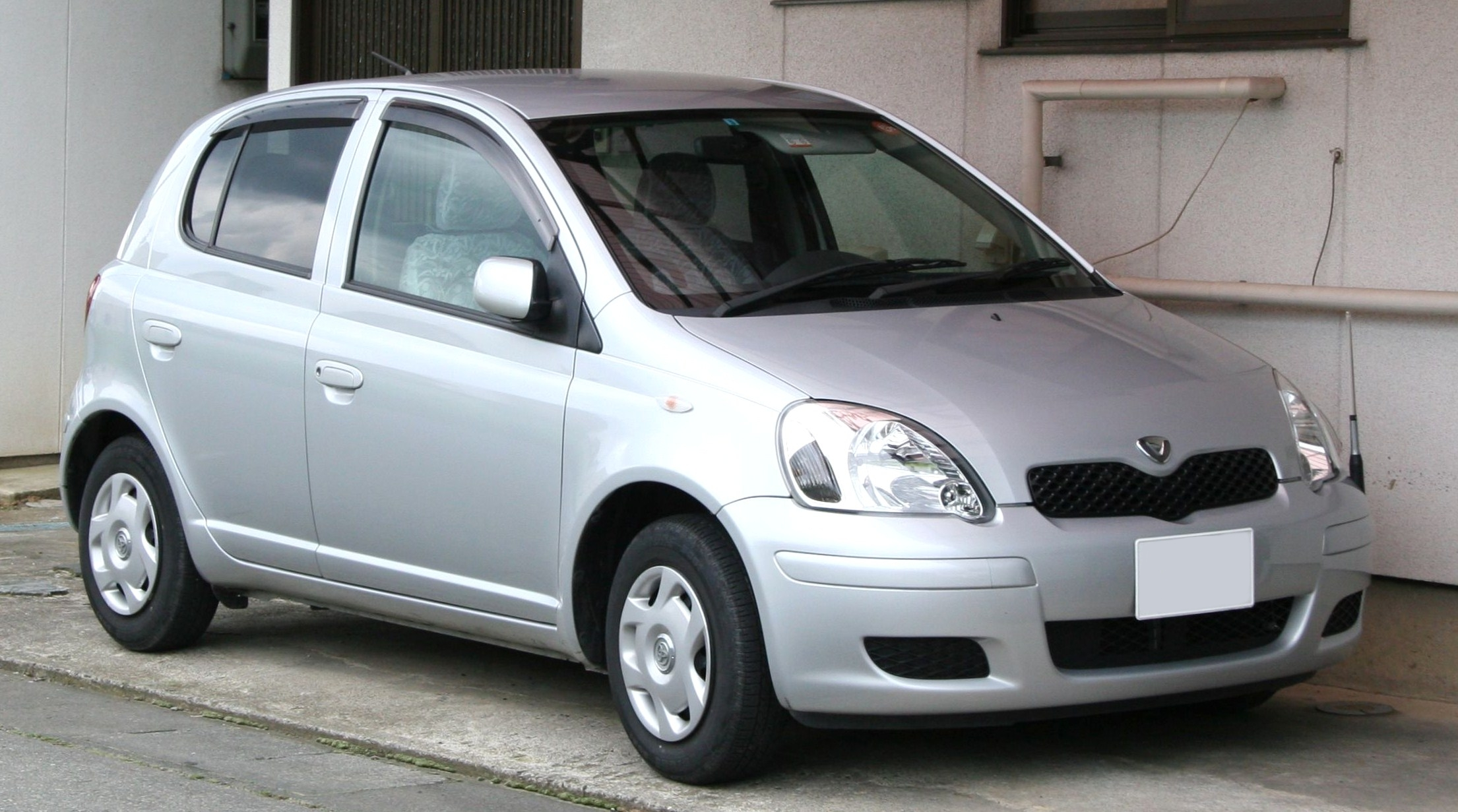
Toyota Vitz (1998–2003)

### Yaris Verso

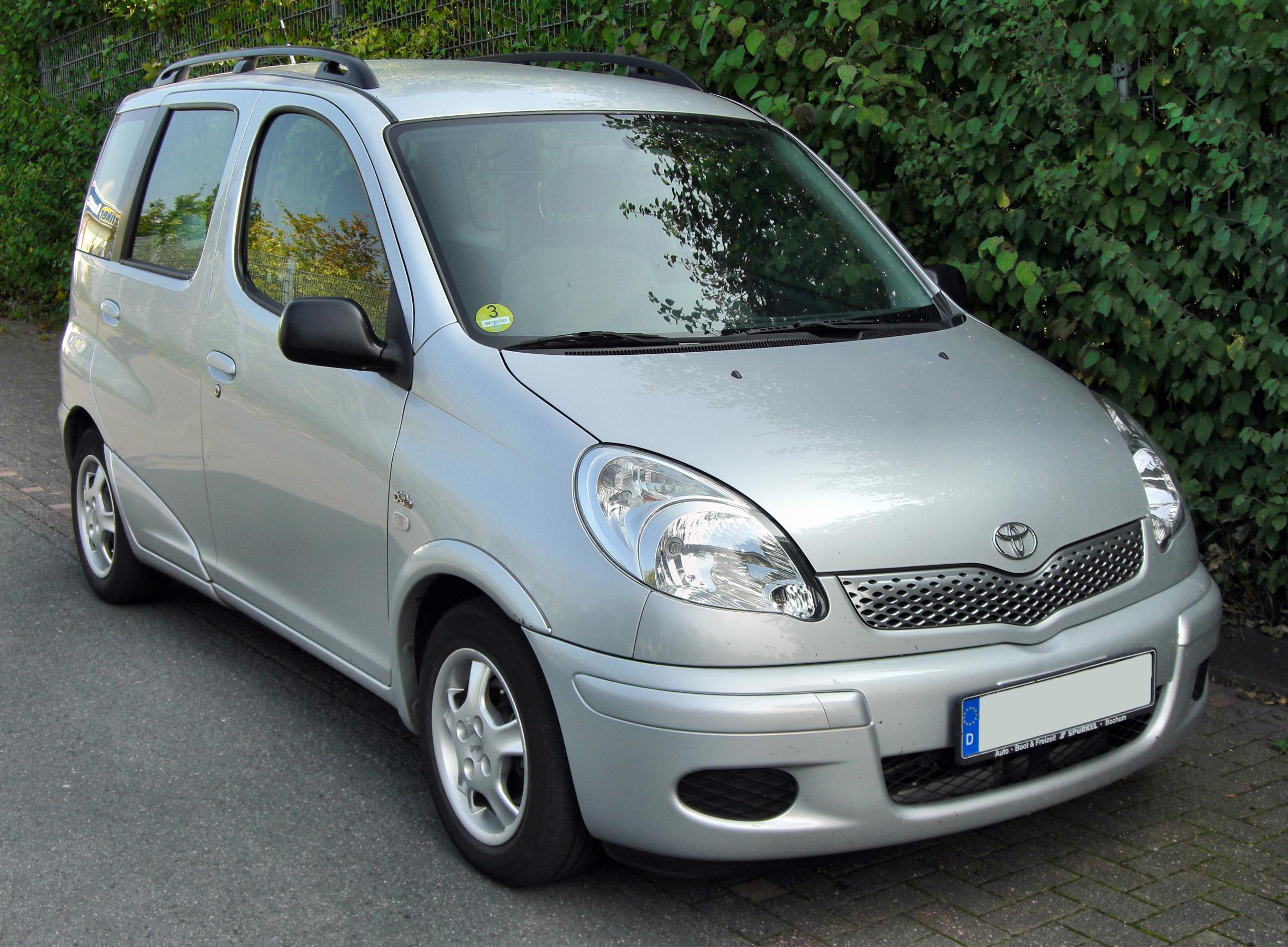
Toyota Yaris Verso

Der Toyota Yaris Verso ist ein Minivan auf Basis des Yaris, der von Herbst 1999 bis Mitte 2005 produziert wurde. Außer der Schräghecklimousine, die in Japan Vitz heißt, und dem Minivan Yaris Verso, der in Japan FunCargo heißt, wurde auch eine Stufenheckvariante angeboten, die in Japan Platz und in den USA Echo hieß. Nach Europa kam diese Variante jedoch nicht.
Das Fahrwerk ist konstruktionstechnisch gleich mit der Kombilimousine, zum Teil wurde auch hier hinten eine Starrachse eingebaut.
Erst ab Anfang 2011 gab es mit dem Toyota Verso-S wieder einen Nachfolger.

### Motoren
| Modell       | Hubraum  | Zylinder | Leistung                      | Drehmoment            | Getriebe                                          | Bauzeit   |
| ------------ | -------- | -------- | ----------------------------- | --------------------- | ------------------------------------------------- | --------- |
| Ottomotoren  |          |          |                               |                       |                                                   |           |
| 1.0 VVT-i    | 998 cm³  | 4        | 48 kW (65 PS) bei 6000 min−1  | 90 Nm bei 4000 min−1  | Fünfgang-Schaltgetriebe oder Fünfgang sequenziell | 2003–2006 |
| 1.0 VVT-i    | 998 cm³  | 4        | 50 kW (68 PS) bei 6000 min−1  | 90 Nm bei 4000 min−1  | Fünfgang-Schaltgetriebe                           | 1999–2003 |
| 1.3 VVT-i    | 1298 cm³ | 4        | 63 kW (86 PS) bei 6000 min−1  | 124 Nm bei 4400 min−1 | Fünfgang-Schaltgetriebe oder Viergang-Automatik   | 1999–2003 |
| 1.3 VVT-i    | 1298 cm³ | 4        | 64 kW (87 PS) bei 6000 min−1  | 122 Nm bei 4200 min−1 | Fünfgang-Schaltgetriebe oder Viergang-Automatik   | 2003–2006 |
| 1.5 VVT-i TS | 1497 cm³ | 4        | 77 kW (105 PS) bei 6000 min−1 | 143 Nm bei 4200 min−1 | Fünfgang-Schaltgetriebe                           | 2003–2006 |
| 1.5 VVT-i TS | 1497 cm³ | 4        | 78 kW (106 PS) bei 6000 min−1 | 145 Nm bei 4200 min−1 | Fünfgang-Schaltgetriebe                           | 2001–2003 |
| Dieselmotor  |          |          |                               |                       |                                                   |           |
| 1.4 D-4D     | 1364 cm³ | 4        | 55 kW (75 PS) bei 4000 min−1  | 170 Nm bei 1700 min−1 | Fünfgang-Schaltgetriebe oder Fünfgang-Automatik   | 2002–2006 |